# C3i Bay 13
Der C3i Bay 13 war ein Durchgangswagen mit Mittelgang, der mit der Blatt-Nr. 173 für die Königl. Bayerischen Staatseisenbahnen als sogenannter Ausflugswagen gebaut wurde. Er führte nur die 3. Klasse.

## Beschaffung
Als Nachfolger zu den zuvor beschafften Wagen nach Blatt 170 und 172 wurden zwischen 1913 und 1917 insgesamt 400 Wagen der Gattung C3i nach Blatt 173 in insgesamt fünf Losen bei der MAN in Nürnberg beschafft.

## Verbleib
Insgesamt 175 Wagen mussten 1919 als Reparationsleistungen an Belgien oder Frankreich abgegeben werden. Weitere sieben Wagen wurden zu Beiwagen für die im Vorortverkehr von München fahrenden Elektrotriebwagen Typ ET 85 umgebaut. Bis 1939 wurden zusammen elf Wagen ausgemustert. Der Verbleib von 59 Wagen konnte nach dem Kriegsende 1945 nicht mehr geklärt werden. Insgesamt 25 Wagen waren 1947 als Altschadwagen abgestellt. Von den ursprünglich 400 Wagen kamen noch 117 Wagen zur Deutschen Bundesbahn, wo sie bis 1963 ausgemustert wurden.
Zwischen 1918 (Einführung der 4. Wagenklasse) und 1928 (Aufhebung der 4. Wagenklasse) wurden alle Fahrzeuge zur Gattung D3i umgezeichnet, ohne dass eine Änderung der Inneneinrichtung erfolgte.

## Konstruktive Merkmale

### Untergestell
Das Untergestell war komplett aus Walzprofilen zusammengenietet. Die äußeren Längsträger hatten eine U-Form mit nach außen zeigenden Flanschen und einer Höhe von 260 mm. Die Pufferbohlen waren komplett aus Walzprofilen aufgebaut. Als Zugeinrichtung hatten die Wagen Schraubenkupplungen mit Sicherheitshaken nach VDEV, die Zugstange war durchgehend und mittig gefedert. Als Stoßeinrichtung besaßen die Wagen vierfach geschlitzte Stangenpuffer mit einer Einbaulänge von 612 mm, die Pufferteller hatten einen Durchmesser von 370 mm. Die Puffer wurden teilweise in den 1930er Jahren gegen Hülsenpuffer der Regelbauart ausgetauscht, wodurch sich auch die LüP änderte.

### Laufwerk
Die mittlere Achse war seitlich verschiebbar. Die Endachsen waren Vereinslenkachsen. Der Gesamtradstand betrug 9.250 mm, der Einzelachsabstand 4.625 mm. Die Speichenräder der bayerischen Form 39 hatten einen Durchmesser von 990 mm. Gelagert waren die Achsen in Gleitachslagern. Die Tragfedern hatten eine Länge von 2000 mm. Bei den Mittelachsen bestanden sie aus 10 Blättern mit den Maßen 96 mm × 13 mm, bei den Endachsen aus 12 Blättern der gleichen Dimension.
Die Spindelhandbremsen befanden sich auf der offenen Übergangsplattform an einem Wagenende. Diese waren mit sogenannten Dixi-Gittern versehen, die Übergänge waren mit Scherengittern versehen. Alle Wagen waren mit Druckluftbremsen des Typs Westinghouse ausgestattet.

### Wagenkasten
Das Wagenkastengerippe bestand aus einem hölzernen Ständerwerk. Es war außen mit Blech und innen mit Holz verkleidet. Die Seitenwände waren glatt und bis zu den äußeren Längsträger heruntergezogen, die Blechstöße waren durch halbrunde Leisten abgedeckt. Die Wagen besaßen ein gewölbtes Tonnendach der bayerischen Bauart. Der Innenraum war in insgesamt sieben gleichgroße Abteile aufgeteilt. Ein Teil des Endabteils am Bremser-Wagenende wurde als Abort ausgebaut. Klassenspezifisch waren die Abteile mit Holzlattensitzen ausgestattet. Im Gegensatz zum Vorläufertyp C3i Bay 99 wurden die dort vorhandenen schmalen Doppelfenster gegen breite Einzelfenster getauscht. Auch die äußere Blechbeplankung unterschied sich von den Vorgängertypen, wodurch es zu einer markanten Unterscheidung in der Gestaltung der Deckleisten kam.

### Ausstattung
Zur Beheizung verfügten die Wagen über eine Dampfheizung. Die Belüftung erfolgte über Lüfter im Bereich des Tonnendachs bzw. über die versenkbaren Fenster.
Die Beleuchtung der Wagen erfolgte durch insgesamt sechs Gasglühlampen. Die Vorratsbehälter hingen in Wagenlängsrichtung am Rahmen. Ab den 1930er Jahren erfolgte eine Umrüstung auf elektrische Beleuchtung.

## Skizzen, Musterblätter, Fotos

Ansicht zu Blatt 173 aus WV von 1913

## Wagennummern
Die Daten sind den Wagenpark-Verzeichnissen der Kgl.Bayer.Staatseisenbahnen entnommen (siehe Literaturliste) sowie den Büchern von Emil Konrad (Reisezugwagen der deutschen Länderbahnen, Band II) und  Alto Wagner (Bayerische Reisezugwagen).

## Personenwagen
| Blatt-Nr. Herstelld.         | Blatt-Nr. Herstelld.         | Blatt-Nr. Herstelld.         | Gattungszeichen je Epoche Wagennummern je Epoche | Gattungszeichen je Epoche Wagennummern je Epoche | Gattungszeichen je Epoche Wagennummern je Epoche | Gattungszeichen je Epoche Wagennummern je Epoche | Gattungszeichen je Epoche Wagennummern je Epoche | Gattungszeichen je Epoche Wagennummern je Epoche | Fahrwerk / Ausstattung (siehe jeweilige Legende) | Fahrwerk / Ausstattung (siehe jeweilige Legende) | Fahrwerk / Ausstattung (siehe jeweilige Legende) | Fahrwerk / Ausstattung (siehe jeweilige Legende) | Fahrwerk / Ausstattung (siehe jeweilige Legende) | Fahrwerk / Ausstattung (siehe jeweilige Legende) | Fahrwerk / Ausstattung (siehe jeweilige Legende) | Fahrwerk / Ausstattung (siehe jeweilige Legende) | Fahrwerk / Ausstattung (siehe jeweilige Legende) | Fahrwerk / Ausstattung (siehe jeweilige Legende) | Fahrwerk / Ausstattung (siehe jeweilige Legende) | Fahrwerk / Ausstattung (siehe jeweilige Legende) | Fahrwerk / Ausstattung (siehe jeweilige Legende) | Fahrwerk / Ausstattung (siehe jeweilige Legende) | Fahrwerk / Ausstattung (siehe jeweilige Legende) | Zusatzinfos |
| Bau- jahr                    | Her- steller                 | An- zahl                     | ab 1907                                          | Rep. (1919)                                      | DR (ab 1923)                                     | DRG (ab 1930)                                    | Ausge- mustert                                   | letzt. Heimat-Bf.                                | Anz. Ach- sen                                    | LüP (mm)                                         | Unt. Gest.                                       | LA.                                              | Brem- sen                                        | Bl.                                              | Hz.                                              | Art u.Anz. Abteile (Sitze je Klasse)             | Art u.Anz. Abteile (Sitze je Klasse)             | Art u.Anz. Abteile (Sitze je Klasse)             | Art u.Anz. Abteile (Sitze je Klasse)             | Art u.Anz. Abteile (Sitze je Klasse)             | Art u.Anz. Abteile (Sitze je Klasse)             | Mil.                                             | Mil.                                             | Bemerkung   |
| Blatt-Nr. aus WV von Gattung | Blatt-Nr. aus WV von Gattung | Blatt-Nr. aus WV von Gattung | 173 1913 C3i                                     |                                                  | C3i Bay 13                                       | C3i Bay 13                                       |                                                  |                                                  |                                                  |                                                  | (siehe jeweilige Legende)                        | (siehe jeweilige Legende)                        | (siehe jeweilige Legende)                        | (siehe jeweilige Legende)                        | (siehe jeweilige Legende)                        | A                                                | 1.                                               | 2.                                               | 3.                                               | 4.                                               | S.                                               | O                                                | M                                                |             |
| ---------------------------- | ---------------------------- | ---------------------------- | ------------------------------------------------ | ------------------------------------------------ | ------------------------------------------------ | ------------------------------------------------ | ------------------------------------------------ | ------------------------------------------------ | ------------------------------------------------ | ------------------------------------------------ | ------------------------------------------------ | ------------------------------------------------ | ------------------------------------------------ | ------------------------------------------------ | ------------------------------------------------ | ------------------------------------------------ | ------------------------------------------------ | ------------------------------------------------ | ------------------------------------------------ | ------------------------------------------------ | ------------------------------------------------ | ------------------------------------------------ | ------------------------------------------------ | ----------- |
| 1913                         | MAN                          | 20                           | Mü 10 124–10 143                                 |                                                  |                                                  |                                                  |                                                  |                                                  | 2                                                | 13.574                                           | E                                                | V                                                | Pl Wsbr                                          | Ggl (E)                                          | D                                                | 1                                                |                                                  |                                                  | 7 (66)                                           |                                                  | 20                                               |                                                  | 52                                               |             |
| 1913                         | MAN                          | 35                           | Nü 10 144–10 178                                 |                                                  |                                                  |                                                  |                                                  |                                                  | 2                                                | 13.574                                           | E                                                | V                                                | Pl Wsbr                                          | Ggl (E)                                          | D                                                | 1                                                |                                                  |                                                  | 7 (66)                                           |                                                  | 20                                               |                                                  | 52                                               |             |
| 1913                         | MAN                          | 35                           | Nü 10 179–10 213                                 |                                                  |                                                  |                                                  |                                                  |                                                  | 2                                                | 13.574                                           | E                                                | V                                                | Pl Wsbr                                          | Ggl (E)                                          | D                                                | 1                                                |                                                  |                                                  | 7 (66)                                           |                                                  | 20                                               |                                                  | 52                                               |             |
| 1913                         | MAN                          | 40                           | Au 10 214–10 253                                 |                                                  |                                                  |                                                  |                                                  |                                                  | 2                                                | 13.574                                           | E                                                | V                                                | Pl Wsbr                                          | Ggl (E)                                          | D                                                | 1                                                |                                                  |                                                  | 7 (66)                                           |                                                  | 20                                               |                                                  | 52                                               |             |
| 1913                         | MAN                          | 40                           | Wü 10 254–10 293                                 |                                                  |                                                  |                                                  |                                                  |                                                  | 2                                                | 13.574                                           | E                                                | V                                                | Pl Wsbr                                          | Ggl (E)                                          | D                                                | 1                                                |                                                  |                                                  | 7 (66)                                           |                                                  | 20                                               |                                                  | 52                                               |             |
| 1913                         | MAN                          | 30                           | Mü 10 294–10 323                                 |                                                  |                                                  |                                                  |                                                  |                                                  | 2                                                | 13.574                                           | E                                                | V                                                | Pl Wsbr                                          | Ggl (E)                                          | D                                                | 1                                                |                                                  |                                                  | 7 (66)                                           |                                                  | 20                                               |                                                  | 52                                               |             |
| 1914                         | MAN                          | 20                           | Au 10 324–10 343                                 |                                                  |                                                  |                                                  |                                                  |                                                  | 2                                                | 13.574                                           | E                                                | V                                                | Pl Wsbr                                          | Ggl (E)                                          | D                                                | 1                                                |                                                  |                                                  | 7 (66)                                           |                                                  | 20                                               |                                                  | 52                                               |             |
| 1914                         | MAN                          | 20                           | Mü 10 324–10 363                                 |                                                  |                                                  |                                                  |                                                  |                                                  | 2                                                | 13.574                                           | E                                                | V                                                | Pl Wsbr                                          | Ggl (E)                                          | D                                                | 1                                                |                                                  |                                                  | 7 (66)                                           |                                                  | 20                                               |                                                  | 52                                               |             |
| 1914                         | MAN                          | 20                           | Nü 10 364–10 383                                 |                                                  |                                                  |                                                  |                                                  |                                                  | 2                                                | 13.574                                           | E                                                | V                                                | Pl Wsbr                                          | Ggl (E)                                          | D                                                | 1                                                |                                                  |                                                  | 7 (66)                                           |                                                  | 20                                               |                                                  | 52                                               |             |
| 1914                         | MAN                          | 20                           | Re 10 384–10 403                                 |                                                  |                                                  |                                                  |                                                  |                                                  | 2                                                | 13.574                                           | E                                                | V                                                | Pl Wsbr                                          | Ggl (E)                                          | D                                                | 1                                                |                                                  |                                                  | 7 (66)                                           |                                                  | 20                                               |                                                  | 52                                               |             |
| 1915                         | MAN                          | 20                           | Wü 10 404–10 423                                 |                                                  |                                                  |                                                  |                                                  |                                                  | 2                                                | 13.574                                           | E                                                | V                                                | Pl Wsbr                                          | Ggl (E)                                          | D                                                | 1                                                |                                                  |                                                  | 7 (66)                                           |                                                  | 20                                               |                                                  | 52                                               |             |
| 1916                         | MAN                          | 60                           | Mü 10 424–10 483                                 |                                                  |                                                  |                                                  |                                                  |                                                  | 2                                                | 13.574                                           | E                                                | V                                                | Pl Wsbr                                          | Ggl (E)                                          | D                                                | 1                                                |                                                  |                                                  | 7 (66)                                           |                                                  | 20                                               |                                                  | 52                                               |             |
| 1916                         | MAN                          | 40                           | Mü 10 484–10 523                                 |                                                  |                                                  |                                                  |                                                  |                                                  | 2                                                | 13.574                                           | E                                                | V                                                | Pl Wsbr                                          | Ggl (E)                                          | D                                                | 1                                                |                                                  |                                                  | 7 (66)                                           |                                                  | 20                                               |                                                  | 52                                               |             |